# Viavi Solutions
Viavi Solutions — американская технологическая компания, базирующаяся в Сан-Хосе, штат Калифорния, ранее часть JDS Uniphase (JDSU). Производитель оборудования для тестирования и мониторинга сетей. Является разработчиком оптических технологий, используемых для контроля качества материалов, борьбы с подделкой денежных знаков и трёхмерным распознаванием движения, включая контроллер видеоигр Kinect от Microsoft.

## История

### До раздела JDSU
История VIAVI Solutions берет своё начало в 1979 году, когда была основана компания Uniphase в Сан-Хосе, штат Калифорния. На тот момент компания создавала лазеры для производителей микросхем и сканеров. Благодаря слияниям и поглощениям компания получила название JDS Uniphase или просто JDSU. В августе 2015 года JDSU разделилась на две новые независимые компании: VIAVI Solutions и Lumentum Holdings, бывшее подразделение JDSU по коммуникациям и коммерческой оптической продукции.

### После раздела JDSU
В августе 2015 года Ричард Беллуццо стал временным президентом и генеральным директором VIAVI Solutions.
В сентябре 2015 года компания объявила о выпуске GigaStor Software Edition, программного обеспечения, предназначенного для захвата пакетных данных с программно-определяемых сетевых платформ (SDN) для целей анализа производительности и криминалистического анализа. 

## Продукция

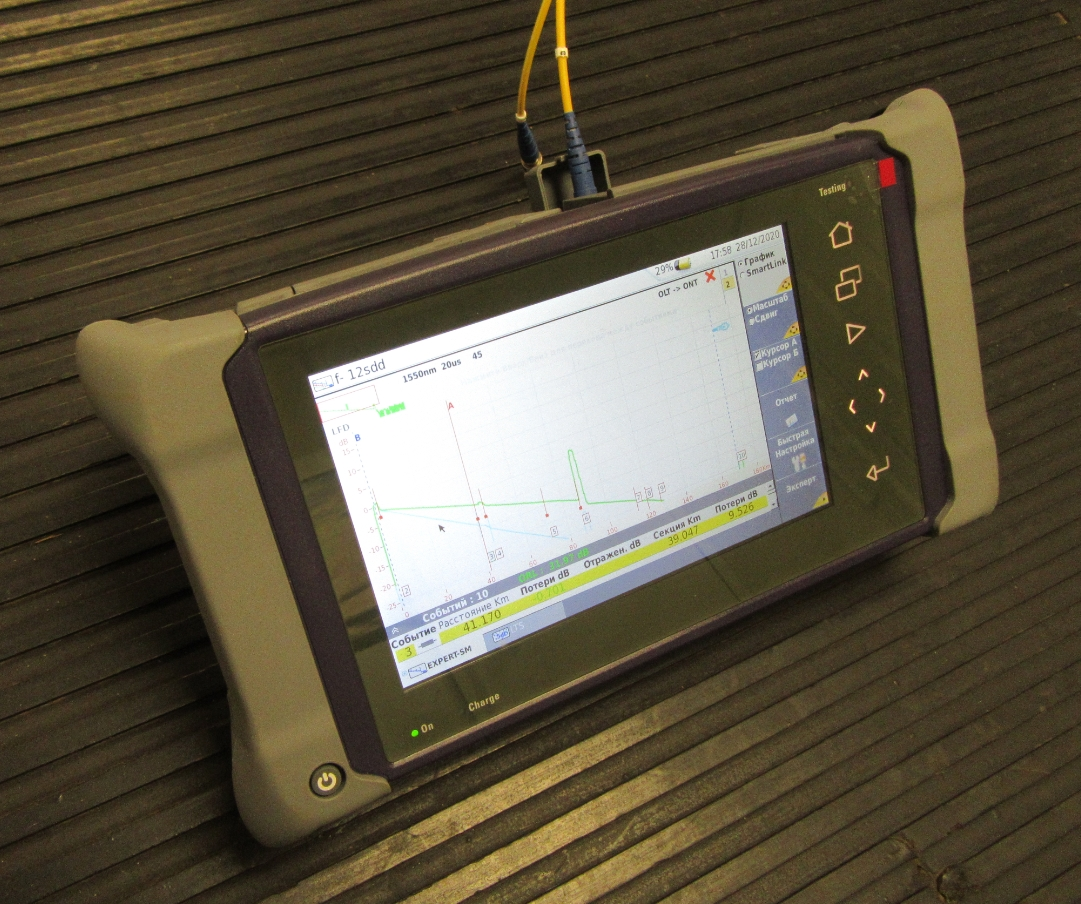
Рефлектометр VIAVI MTS-4000

### Network Enablement (NE)
Сегмент Network Enablement разрабатывает тестовые продукты для операторов широкополосных сетей / IP-сетей для создания и обслуживания своих сетей.

### Включение услуг (SE)
Сегмент SE предоставляет системы и услуги для операторов широкополосных сетей/ IP-сетей и центров обработки данных.

### Продукты оптической безопасности и производительности (OSP)
В сегменте OSP используется технология оптического покрытия для защиты от подделок и другая оптика.

## Награды и признание
В апреле 2016 года исследовательская компания Gartner признала VIAVI Solutions лидером Magic Quadrant в категории мониторинга и диагностики производительности сети для своей платформы управления производительностью Observer.